# Survival horror

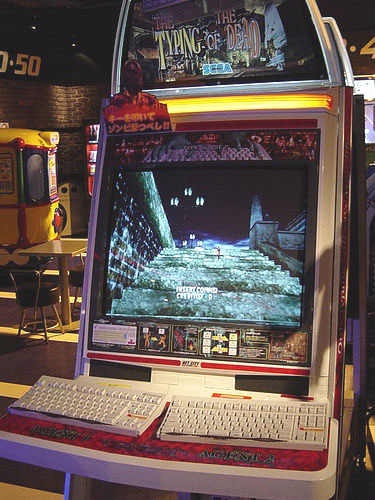
Versione arcade di The Typing of the Dead, un particolare videogioco in stile survival horror, in cui, a differenza dello sparatutto The House of the Dead 2 (SEGA), dallo sviluppo e dalla storia praticamente uguale, il giocatore dovrà, invece di sparare ai nemici, scrivere frasi nel minor tempo possibile con la corrispettiva tastiera.

Il termine inglese survival horror (letteralmente "horror di sopravvivenza") definisce una categoria di videogiochi basati sulla sopravvivenza del personaggio calato in un'atmosfera di paura e suspense. Le tipiche meccaniche del gioco combinano elementi dell'avventura grafica e dell'azione.
Il personaggio controllato è solitamente armato, ma ha disposizione risorse limitate, per cui deve usarle con accortezza e trovare delle armi di fortuna durante l'avventura. Il suo scopo nel gioco può essere il trovare una via d'uscita da un luogo pericoloso e tornare in un luogo sicuro, oppure scoprire il motivo per cui si trova in una particolare situazione alterata, e porvi rimedio. I nemici del giocatore possono essere zombi, fantasmi, mostri o esseri umani mutati o impazziti, e nella maggior parte dei casi durante lo svolgimento del gioco viene rivelata la causa della mutazione o della presenza paranormale. L'ambientazione caratteristica di questi giochi è costituita da spazi chiusi e claustrofobici, oppure luoghi aperti ma particolarmente bui o nebbiosi, o ancora spazi ampi e chiusi, ma aventi elementi macabri e scarsa illuminazione.

## Storia
Il termine "survival horror" è stato coniato da Capcom nel 1996, durante la campagna di marketing per Resident Evil. Ma la versione moderna del genere è nata prima, quando comparve per la prima volta Alone in the Dark nel 1992, per MS-DOS, Mac OS e 3DO. Secondo altri, il genere sarebbe nato con il primo Clock Tower per Super Nintendo, uscito nel 1995, che però aveva una giocabilità molto diversa dai titoli di cui sopra, vicina ad un'avventura grafica vecchio stile, ma con un'ambientazione di fatto simile a un gioco della serie Silent Hill. Un'altra scuola di pensiero, invece, vede la nascita del survival horror o comunque alcune prime manifestazioni di esso, nella serie Splatterhouse di Namco, i cui episodi erano di fatto dei picchiaduro a scorrimento orizzontale, ma l'ambientazione degli ultimi due episodi risulta estremamente familiare alla villa di Resident Evil, pure di matrice Capcom.
Il genere si può dire sia di molto cresciuto dopo l'avvento di Resident Evil, dando la spinta a diversi produttori nella creazione di giochi simili, a volte indicati come meri cloni del suddetto gioco. Alcuni di questi si sono però distinti per aver creato un sottogenere all'interno di questo filone, basando il proprio gameplay focalizzato maggiormente sul terrore psicologico più che sulla mera violenza splatter. Avviene così che per questi titoli la componente d'azione viene sacrificata nella creazione di una trama più robusta e studiata al fine di procurare un certo grado di tensione narrativa. Alcuni di questi giochi sono Clock Tower (1997) per PlayStation (sequel del gioco per Super Nintendo), Silent Hill (1999), Forbidden Siren e Project Zero.
Il genere conta anche molti titoli indipendenti di culto, i cui più famosi, come Bendy and the Ink Machine, Resident Evil e i titoli della saga di Five Nights at Freddy's, fanno perlopiù riferimento al genere di mascotte horror.

## Altri precursori del genere
Già negli anni ottanta diversi videogiochi presentavano elementi horror e alcuni di questi vengono anche citati come possibili fonti di ispirazione per il moderno concetto di genere survival horror: Haunted House del 1982 della Atari, Ghost House del 1986 della SEGA, Ant Attack del 1983 della Quicksilva per ZX Spectrum e Commodore 64, e Forbidden Forest del 1983 per Atari 8-bit e Commodore 64 sono alcuni dei titoli da nominare.
Seppur mai indicato come musa ispiratrice del genere, Project Firestart, del 1989 sviluppato da Dynamix e pubblicato da Electronic Arts per Commodore 64, è probabilmente il primo videogioco che si avvicina al concetto odierno di Survival Horror e presenta un'ambientazione fantascientifica per cui può essere considerato una sorta di precursore di fortunate serie di giochi come Dead Space. Alcune caratteristiche di tale gioco le ritroviamo molti anni dopo nei giochi Survival Horror: mix di elementi di azione ed avventura, munizioni limitate, armi deboli su avversari resistenti ma lenti nell'incedere e con scarsa intelligenza artificiale, protagonista fortemente vulnerabile, sensazione di isolamento, gioco inframezzato dalla narrazione e dalla comunicazione verso l'esterno, scene di sangue, assenza di una base musicale fino al momento dell'apparizione di un nemico.